# Arne Næss
Pour les articles homonymes, voir Næss.
Arne Næss, né le 27 janvier 1912 dans le quartier de Slemdal à Oslo et mort le 12 janvier 2009 dans la même ville, est un philosophe norvégien, fondateur du courant de l'écologie profonde.

## Biographie
Frère cadet de l'armateur Erling Dekke Næss (en) et oncle de Arne Næss, Jr. (en), il effectue ses études de philosophie à Oslo, soutenant en 1933 un mémoire de maîtrise intitulé « Une discussion du concept de vérité ». En 1934-1935, après un passage à la Sorbonne, il participe à Vienne aux travaux de Moritz Schlick et du Cercle de Vienne. Selon Næss lui-même, c'est là que ses interventions en font un penseur reconnu. De ces contacts, il tire la matière d'une thèse de doctorat consacrée à la sociologie des sciences, Connaissance et comportement scientifique.
Vivant en Allemagne avant la guerre, sa famille déménage en Norvège pendant celle-ci, et Næss rejoint la Résistance.
Il développe par ailleurs une théorie du langage distincte du positivisme logique dans Interpretation and Preciseness. A Contribution to the Theory of Communication (1953). Après des recherches à Berkeley auprès de Edward Tolman et Clark Hull, il est nommé professeur de philosophie à l'université d'Oslo, où il enseigne de 1939 à 1969. Seul professeur de philosophie de Norvège jusqu'en 1954, il influence durablement le système universitaire norvégien, étant notamment à l'origine de l'obligation, pour tout étudiant, de passer des examens de logique et d'histoire de la philosophie. Selon A. Selmi, il serait ainsi « devenu dans son pays, le philosophe le plus connu et le plus médiatisé » incarnant « le culte national de la nature qui associe l’originalité identitaire et historique norvégienne à la pureté de la nature, aux valeurs égalitaristes et à la blancheur de l’hiver. »
En 1940 et 1955, il participe activement à divers mouvements pacifistes et milite à partir de 1970 en faveur de l'écologie. Il fonde en 1958 Inquiry (en), une revue interdisciplinaire de philosophie et de recherches en sciences sociales, qu'il va diriger durant près de seize ans.
Son travail philosophique se concentre ensuite sur Spinoza, dont il devient un spécialiste renommé, en incluant les influences du bouddhisme et de Gandhi. Dans son œuvre qui comprend une trentaine de livres (dont notamment Ecology, Community and Life-style, 1989, et Life’s Philosophy. Reason and Feeling in a Deeper World, 2002) et une centaine d'articles, il commente également Kierkegaard, Wittgenstein, Carnap, Heidegger et Sartre.
Næss cite le livre de Rachel Carson Silent Spring paru en 1962, comme ayant été une des influences majeures de sa vision de l'écologie profonde. 

### Distinctions
Il est fait chevalier par le roi Harald en 2005 et commandeur de l'Ordre de Saint-Olaf.

### Vie privée
Il se marie deux fois, ayant deux enfants de son premier mariage.

## «Écologie profonde» et «écosophie»

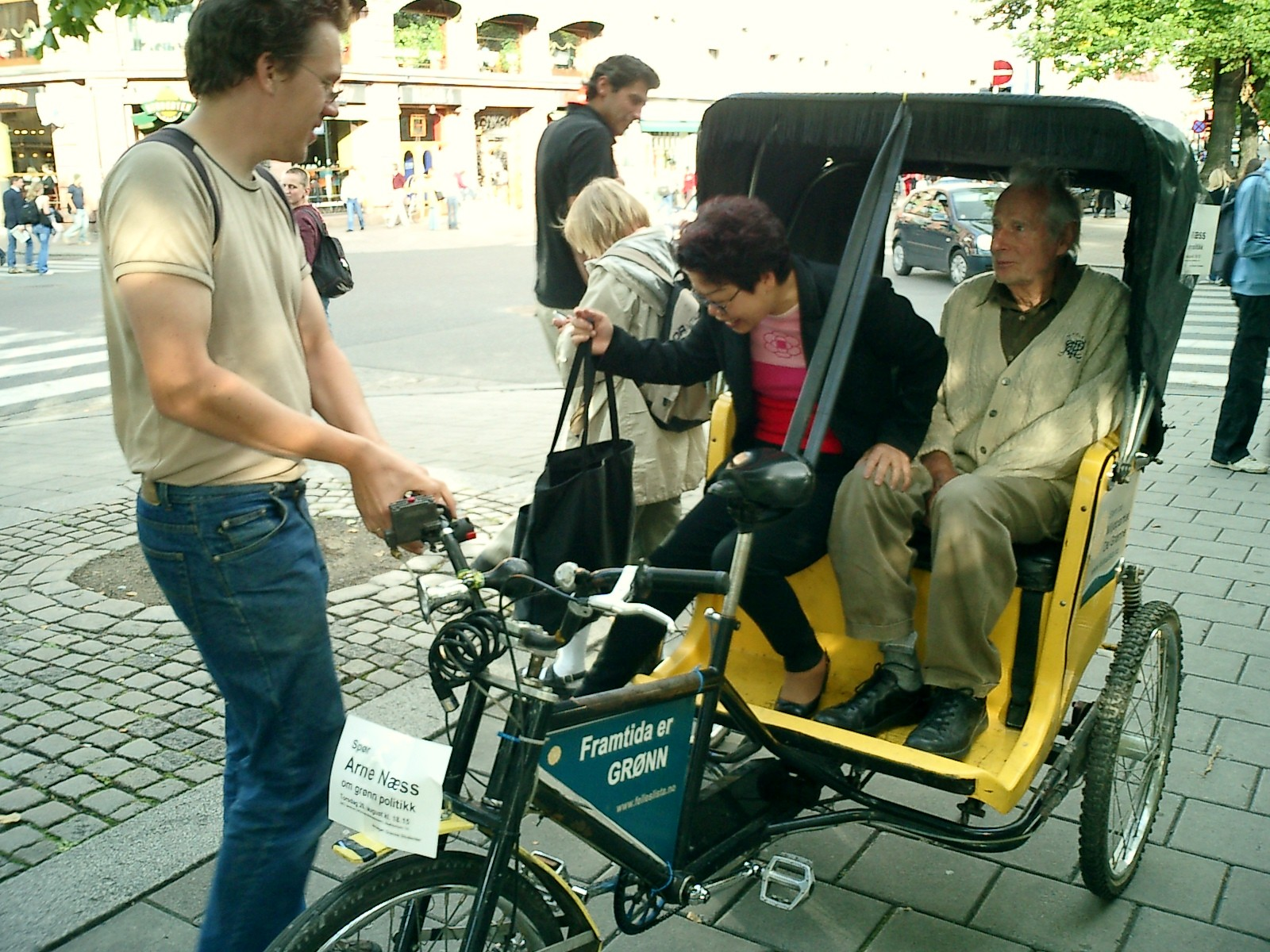
Arne Næss faisant campagne pour le parti écologiste norvégien en 2003

Dans un article de 1973, il invente le concept d'« écologie profonde » (« deep ecology ») pour désigner un courant de l'écologisme rompant totalement avec une vision anthropocentrique de l'écologie, et qu'il contraste avec l'écologie superficielle (« shallow ecology »). Alors que celle-ci ne s'attaquerait qu'aux effets de la pollution, agissant en aval de l'industrie, l'écologie profonde critiquerait les valeurs au fondement même du mode de production impliquant les dégâts environnementaux.
Le concept d' écologie profonde est devenu très controversé, entre autres en raison de son utilisation par le groupe radical Earth First!. Il fut constitué par Luc Ferry en cible principale de son essai, Le Nouvel Ordre écologique (1992), qui la place dans la filiation directe de l'« écologie nazie ». L'interprétation de Ferry a toutefois elle aussi été profondément critiquée, constituant selon Fabrice Flipo un contre-sens complet. Ce dernier souligne ainsi que par l'écologie profonde, Næss voulait substituer l'« Homme-dans-la-nature » à « l'Homme-dans-l'environnement », étant ainsi loin de l'« anti-humanisme » qu'il représenterait aux yeux de Ferry. L'un des arguments principaux de Næss, qui l'oppose tant à Ferry qu'à Bjorn Lomborg (L'Écologiste sceptique, 1998), est que la technologie ne peut résoudre les problèmes environnementaux, mais seulement les déplacer. Il écrit ainsi :

« Une hypothèse largement répandue dans les cercles influents des pays industrialisés est que le dépassement de la crise environnementale est un problème technique : il ne suppose aucun changement dans les consciences ou dans le système économique. Cette hypothèse est l'un des piliers du mouvement écologique superficiel. (…)

Par conséquent, un objectif crucial des années à venir est d'accroître la décentralisation et la spécialisation afin d'étendre l'autonomie locale et finalement de développer les richesses des potentialités de la personne humaine. »

Une autre thèse centrale de Næss consiste à accorder une valeur intrinsèque aux autres formes de vie, en dehors de leur utilisation par l'homme en tant que ressources, thèse qui l'a exposé aux critiques de Ferry sus-citées. Critiquant les programmes de stérilisation contrainte et autres approches malthusiennes tout en soulignant les risques associés à une surpopulation, il s'expliqua en affirmant :

« Nous ne disons pas que chaque être vivant a la même valeur que l'humain, mais qu'il possède une valeur intrinsèque qui n'est pas quantifiable. Il n'est pas égal ou inégal. Il a un droit à vivre et à prospérer (blossom). Je peux tuer un moustique s'il est sur le visage de mon bébé mais je ne dirai jamais que j'ai un droit à la vie supérieur à celui d'un moustique. »

Aux États-Unis, les thèses de Næss ont été critiquées par l'anarchiste Murray Bookchin, fondateur de l'« écologie sociale », qui reprochait au mouvement d'être principalement défendu par des universitaires blancs et masculins.
Parallèlement à sa distinction entre écologie superficielle et profonde, Arne Næss développe aussi l'« écosophie T » (de Tvergastein, une cabine de montagne dans le massif d'Hallingskarvet où il développa un certain nombre de ses idées et vécut pendant un quart de sa vie), un système de croyance personnel, le philosophe encourageant chacun à développer sa propre éthique.
De cette façon Naess « met en avant la valeur des vies non humaines, qu’il faut considérer en dehors de leur utilité : les espèces non humaines ne constituent pas un réservoir dans lequel l’humain peut puiser suivant ses besoins » explique Mathilde Ramadier.

## Militantisme
Næss s'engage aussi dans l'action directe non-violente : en 1970, avec de nombreux manifestants, il s'enchaîne aux rochers en face des Mardalsfossen, des chutes d'eau dans un fjord norvégien et refuse de descendre tant que les projets d'y construire un barrage ne sont pas abandonnés. Ceci lui vaut d'être arrêté. Bien que les protestataires aient été expulsés par la police, la manifestation réussit à atteindre son but.
Il devient le premier secrétaire de la branche norvégienne de Greenpeace lors de sa fondation en 1988, puis en 2005 un candidat (mineur) des Verts.

## Alpinisme
Næss est également un alpiniste confirmé, dirigeant en 1950 la première expédition gravissant le Tirich Mir (Pakistan), point culminant de l'Hindou Kouch à plus de 7 700 m, ascension qu'il réitère en 1964. Il enjoint parfois à son auditoire de « penser comme une montagne », expression qu'il reprend du taoïsme, également le titre d'un célèbre essai de l'Almanach d'un comté des sables, publié en 1949 par l'écologiste et forestier américain Aldo Leopold, dont Næss avait très certainement connaissance.

## Publications
- The Selected Works of Arne Næss, Volumes 1-10 (2005)
- Life's philosophy: reason and feeling in a deeper world (2002)
- Mental Håndbak: a series of conversations with Norwegian children between the ages of 7-17 (2002)
- Filosofihistorie (2001)
- Gandhi, Natur och Kultur (2000)
- Livsfilosofi, Natur och Kultur (2000)
- Det Frie Mennesket - en innføring i Spinozas filosofi (1999)
- Hallingskarvet: Det gode, lange livs far (1995)
- Hvilken verden er den virkelige? (1969
- Økologi, samfunn og livsstil (1974)
- Freedom, Emotion and Self-subsistence (1975)
- Gandhi and Group Conflict (1974)
- The Pluralist and Possibilist Aspect of the Scientific Enterprise (1972)
- Scepticism (1969)
- Interpretation and Preciseness (1953)
- Four modern philosophers (1968)
- Communication and Argument (1966)
- Democracy, Ideology and Objectivity (1956)
- Truth as conceived by those who are not professional philosophers (1938)

### Traductions en français
- Écologie, communauté et style de vie [« Ecology, community and lifestyle »]  (trad. de l'anglais), Paris, Éditions MF, 2008, 372 p. (ISBN 978-2-915794-33-5, BNF 41391164)
- Vers l'écologie profonde  (trad. de l'anglais), Marseille, Wildproject, 2009, 320 p. (ISBN 978-2-918490-01-2, BNF 42011277) (avec David Rotenberg)
- La Réalisation de soi, Gandhi, Spinoza, le bouddhisme et l'écologie profonde, Wildproject, 2015, 300 p. (ISBN 978-2-918490-20-3)
- « Le mouvement d'écologie superficielle et le mouvement d'écologie profonde de longue portée. Une présentation », in Éthique de l'environnement. Nature, valeur, respect, Paris, Vrin, 2007, p. 51-60.
- Une écosophie pour la vie, Paris, Seuil, coll. « Anthropocène », 2017, 352 p. (ISBN 978-2-02-134340-3, BNF 45271362)